# Малый Рамыл
Малый Рамыл — деревня в Тугулымском городском округе Свердловской области, России.

## Географическое положение
Деревня Малый Рамыл муниципального образования «Тугулымского городского округа» расположена в 29 километрах к юго-западу от посёлка Тугулым (по автотрассе в 47 километрах), в долине реки Рамыль (левый приток реки Беляковка), в 2 километрах выше устья.

## Население
| 2002 | 2010 | 2021 |
| ---- | ---- | ---- |
| 31   | ↘19  | ↘12  |